# Lolme
Lolme är en kommun i departementet Dordogne i regionen Nouvelle-Aquitaine i sydvästra Frankrike. Kommunen ligger i kantonen Monpazier som tillhör arrondissementet Bergerac. År 2022 hade Lolme 191 invånare.

## Befolkningsutveckling
Antalet invånare i kommunen Lolme
Referens:INSEE